# Історія фізичного виховання та фітнесу

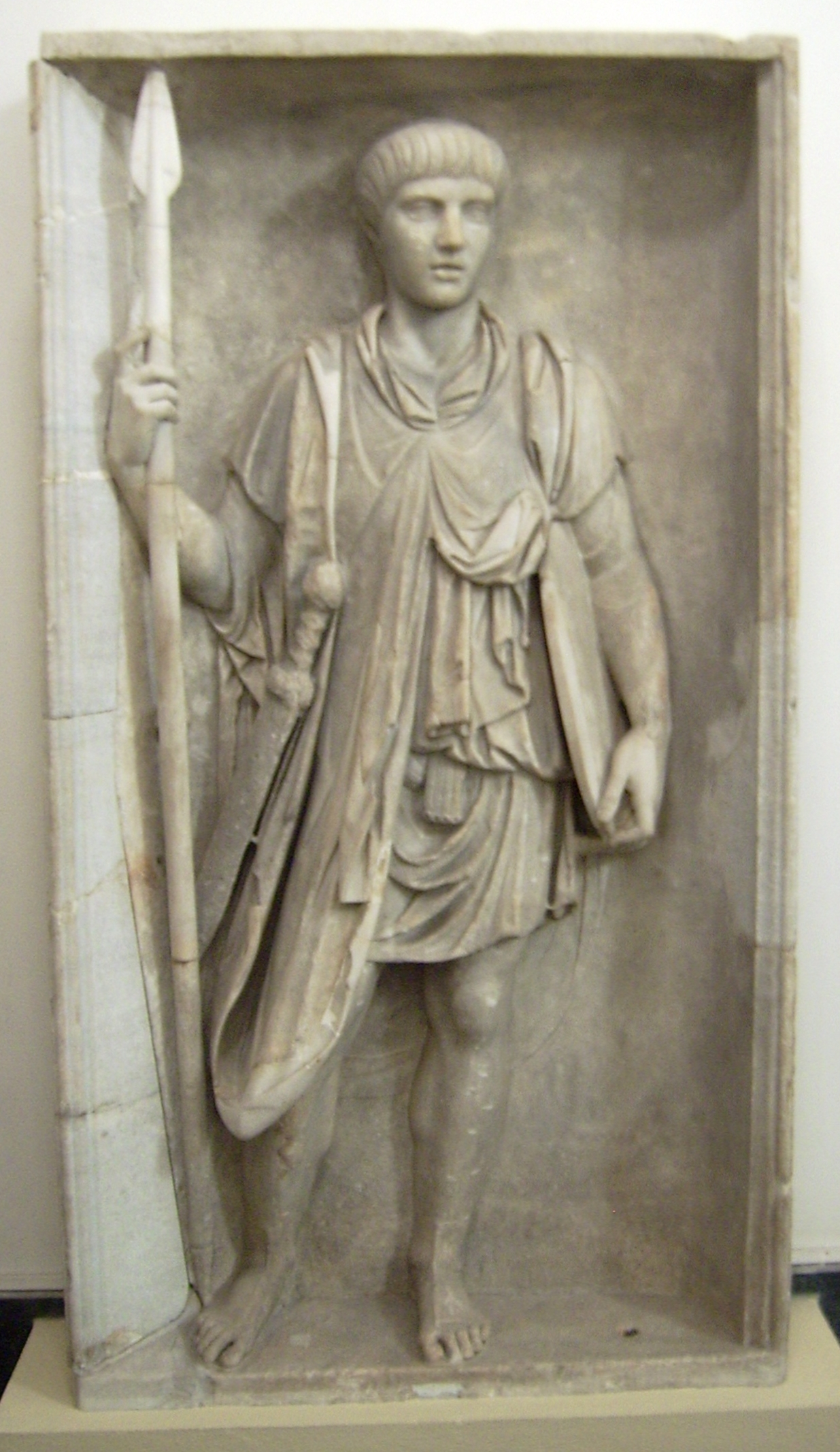
Давньоримський рельєф із зображенням легіонера. Античне зібрання, 2 століття нашої ери

Фізична підготовка була присутня в деяких людських суспільствах протягом всієї історії. Зазвичай це люди, які тренуються, щоб підготуватися до фізичних змагань або показу, покращити фізичне, емоційне та психічне здоров'я та виглядати привабливо. Діяльність мала різноманітні форми, але швидкі динамічні вправи віддавали перевагу над повільними або більш статичними. Наприклад, біг, стрибки, боротьба, гімнастика та метання важких каменів часто згадуються в історичних джерелах і підкреслюються як високоефективні методи навчання. Примітно, що вони також є формами вправ, які в тій чи іншій мірі легко досяжні для більшості людей.
Спортсмени Стародавньої Греції широко займалися фізичною підготовкою. Однак після того, як у 394 році римляни заборонили проведення Олімпійських ігор, такі культурно важливі спортивні змагання не проводилися аж до 19 століття. У 1896 році Олімпійські ігри відродилися після перерви приблизно в 1500 років. У минулі роки формалізовані системи фізичної підготовки стали тісніше пов'язані з військовою підготовкою. Хоча існували відмінності в тому, як навчання виявлялося залежно від його мети, були також очевидні подібності, і деякі подібні методи навчання та фокуси повторювалися в європейській історії.

## Методи за епохою та регіоном

### Стародавня Греція
Балістична підготовка

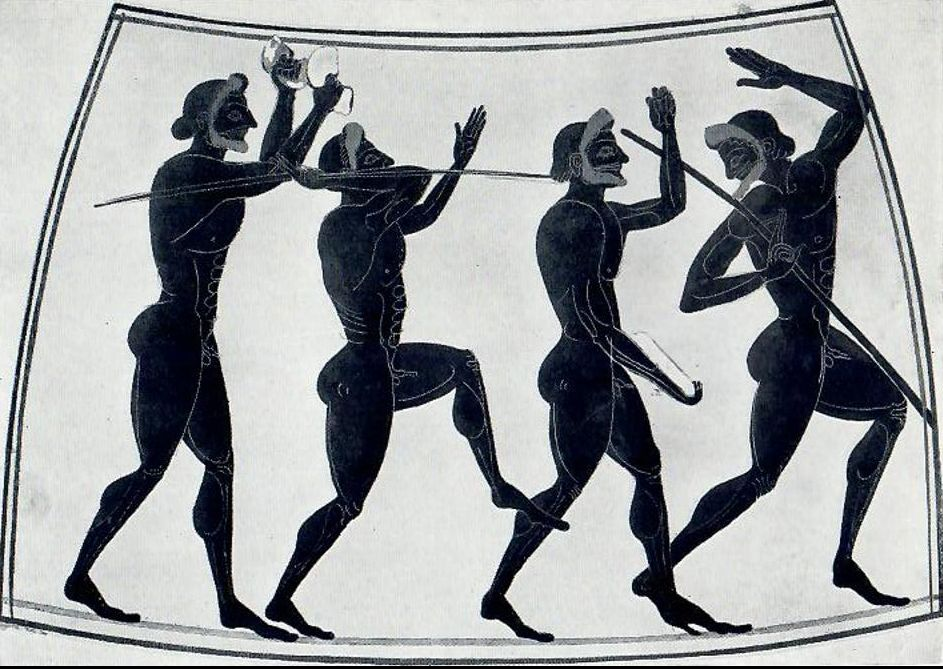
Сцена із зображенням метальника списа, метальника диска, стрибуна в довжину. Цей малюнок є копією початку 20-го століття сцени, знайденої на панафінейській амфорі з Стародавньої Греції. Британський музей, прибл. 525 рік до нашої ери

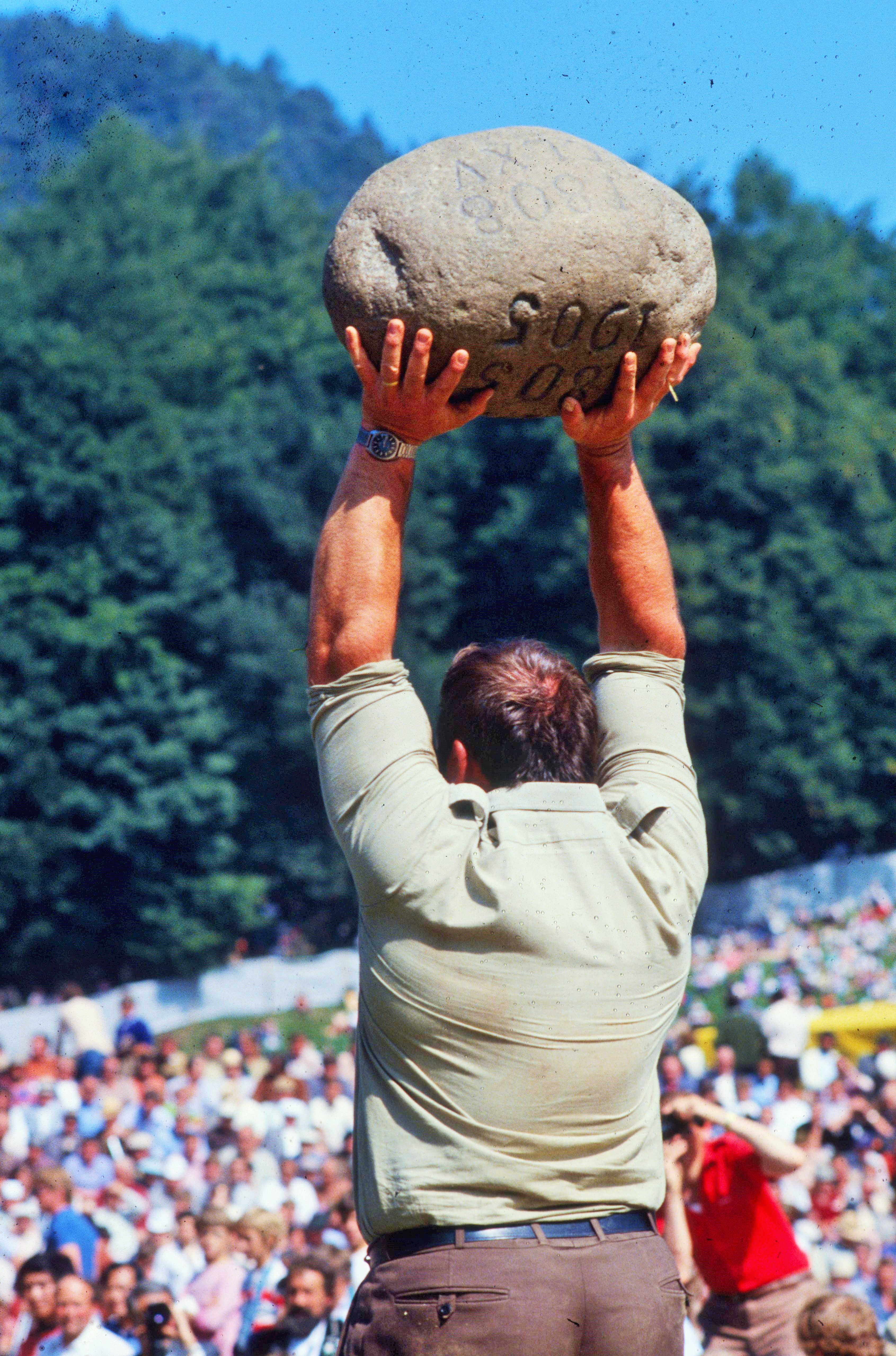
Кидок цього 76-кілограмового каменю є продовженням традиції балістичної підготовки, яка бере свій початок із Стародавньої Греції. Unspunnenfest, 1981.

- Кидати важкий камінь (покласти камінь).[3] Менші камені кидали однією рукою з плеча. Найважчим записом про кидок каменю з того періоду є камінь Бібона, знайдений в Олімпії, Греція. Це 316 фунтів (143,5 кг), має ручку та напис, який свідчить, що він був кинутий через голову, переданий Бібоном.[4][3] Техніка кидка буде подібна до сучасного стронгмену «мішок над перекладиною». Військові звіти детально описують важке каміння, яке кидали як форму метальної зброї, причому таким чином виламували навіть ворота. Це свідчить про те, що камені мали значну вагу і що воїни тренувалися в цьому відношенні, щоб мати змогу успішно виконати подвиг.[5]
- Метання диска. Металеві диски важили 3-12 1/2 фунтів і кам'яних дисків до 15 фунти
- Метання списа.[6]
- Кидання стовбура дерева.[7]

Пліометрія
- Стрибки в довжину з місця з використанням стрибкових гир спеціальної форми, які називаються недоуздой, у руках. Для стрибка з місця одна нога виставляється вперед, а друга — назад. Ваги коливаються вгору-вниз, поки стрибун не стрибне разом із підйомом. Стрибок у довжину можна було виконувати і без обтяження, і з розбігу.[8]
- Вертикальні стрибки якомога вище. Деякі описи стверджують, що під час стрибка ноги викидаються ззаду. Це може стосуватися природного руху ніг, яке відбувається під час потужного стрибка вгору. На амфорах зображено вертикальний стрибок з перемичками, спрямованими вбік, що також прискорює рух зігнутих гомілок у цьому напрямку.[9]
- Стрибки вгору-вниз і почергове витягування ніг вперед-назад.
- Стрибки (мається на увазі загалом)[10]
- Стрибки в броні.
- Стрибки на коні з жердиною (стрибки з жердиною)[11]

Гімнастика
- Вправи типу дриль, які можна знайти на сучасному плацу.[12]
- Біг. Практикувалися різні різновиди бігу, такі як біг із недоуздом, у броні,[13] по важкому піску, що включає стрибки (перешкоди), біг із обертанням великого кільця (хулахуп) уздовж землі поруч із собою палицею та бігом із великим металевим штативом, бігом по колу, що зменшується або збільшується,[12] із факелом[14]
- Марш на передніх лапах з махами руками[12]
- Гімнастика, включаючи акробатику, акробатику та ритмічні танці.[15]
- Танці. Виконувалися різні танці, в тому числі танець Пірра, який був бойовим танцем, який імітував бойові дії під час нападу та захисту. Це включало швидкі динамічні дії, такі як нахили вбік, присідання, стрибки вгору тощо[15]
- Плавання та пірнання[16]
- Керування колісницею[17]
- Лазіння по канату[17]
- Рухи з гантелями порожніми руками з відкритими або стиснутими руками.[12]

Кооперативна гімнастика
- Тримайте руки витягнутими, поки інша людина намагається штовхнути їх вниз.[12]

Силові та обважнювальні тренування
- Підняття каменів. На камені, знайденому в Санторіні, написано: «Евмаст, син Критобула, підняв мене з землі».[18]
- Перенесення важкої ваги[17]
- Веслування[19]
- Копання. Це було з двох причин. По-перше, пісок у спортзалі щодня перекопували киркою, а потім знову розкочували. По-друге, копання виконувалося як окрема вправа і особливо популярне серед боксерів.[20]
- Швидке використання недоуздок як гантелі, включно з маховими рухами. Недоуздок коливався від 2 1/4 до 10 фунти Діапазони рухів, згадані у зв'язку з цією вправою, включають згинання та випрямлення рук, рухи в сторони, випади у стилі боксера, згинання та випрямлення тулуба. Інша вправа, описана відомим лікарем Галеном, полягає в тому, щоб поставити недоуздок на відстані шість футів один від одного і стати між ними. Тренажер бере лівий недоуздок правою рукою, а потім правий недоуздок лівою рукою, замінює їх і продовжує повторювати послідовність.[21]
- Додавання обтяження або броні до гімнастичних вправ.[12]

Ігри та види спорту для фітнесу
- Грецька боротьба вважалася принципово важливою для сучасних режимів фітнесу.[22]
- Пігмахія(давньогрецький бокс). Боксерські вправи включали удари по боксерській груші та відпрацювання ударів, тримаючи гантелі.[23]
- Панкратіон (подібно до сучасного ММА)[24]
- Правила хокею незрозумілі, але він включав такі ж форми ключок, м'яч і позиції, що грають у сучасній грі.[25]
- Platanistas, гра, популярна в Спарті. Дві команди входять на острів через протилежні мости. Острів оточений заповненими водою канавами, і кожна команда намагається загнати своїх супротивників у воду, використовуючи різноманітні ударні та боротьбі прийоми.[26]
- Ігри з м'ячем. Удари м'яча об землю або стіну та повторний удар, коли він відскочить. У цьому відношенні схоже на гру в «п'ятірки».[27] Амфори показують, що в деякі ігри з м'ячем грали в стилі «свинейки», коли одну людину несли на спині іншої.[26] Вправи з маленьким м'ячем у будь-якому темпі та з використанням будь-яких бажаних правил і техніки, поодинці або з іншими.[28]

Sky ball, гравець підкидає м'яч у повітря, а він та інші гравці намагаються його зловити.
Epikoinos, гра за участю двох команд рівної кількості та м'яча розміром приблизно з велике яблуко. Дві команди шикуються в шаховому порядку по обидва боки від центральної лінії, тобто гравець 1 знаходиться найближче до лінії, гравець 2 посередині, а гравець 3 найдальше, і те саме для протилежної команди. Центральну лінію виділяли гіпсом або каменем і називали скірос або латип. На деякій відстані позаду кожної команди була лінія воріт. При постановці гри м'яч розміщується на центральній лінії. Коли гра починається, кожна команда мчить, щоб захистити м'яч. Той, хто тримає м'яч, намагається перекинути його за межі суперника, який намагається зловити його та повернути таким же чином. Дотримуючись цього процесу, мета гри полягає в тому, щоб змусити команду суперника повернутися за лінію воріт.

### Рим
Балістична підготовка
- Метання списа[31]

Пліометрія
- Стрибки[31]
- Вольтижування[31]

Гімнастика
- Марш 25 км за 5 годин[31]
- Марш 12 км з 20 кг ваги[31]
- Біг[31]

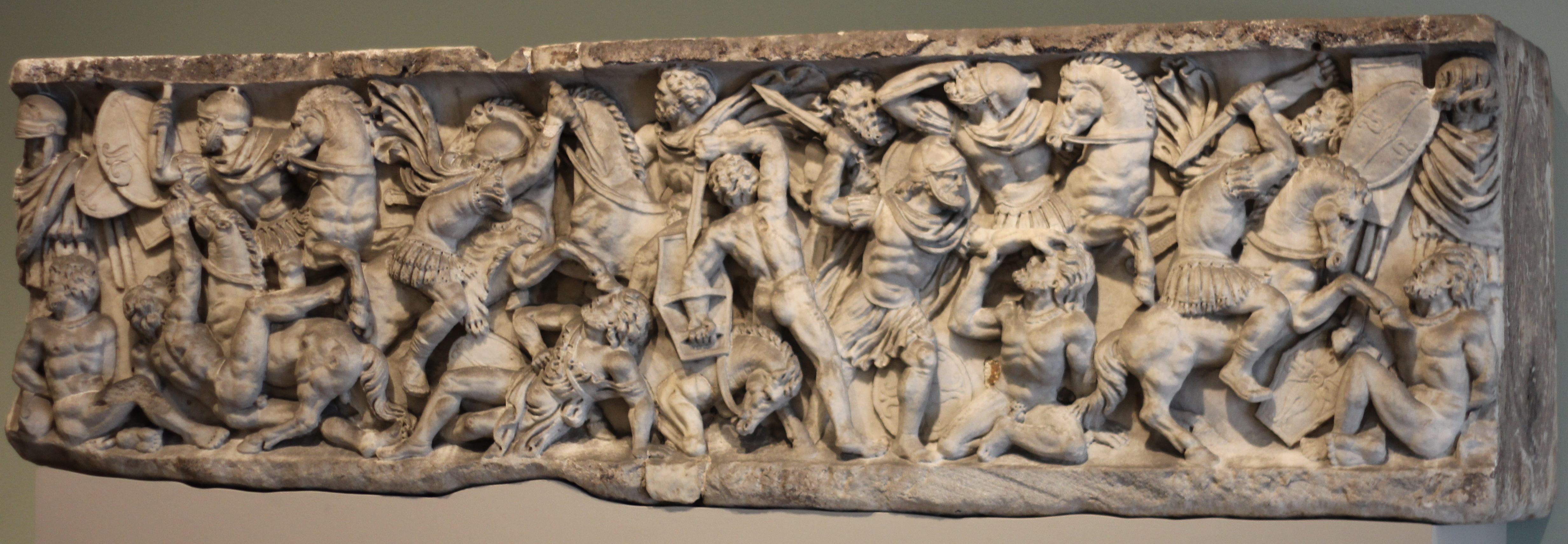
Ця сцена битви, знайдена на римському саркофазі, демонструє чудову фізичну підготовку як римських солдатів, так і кельтських воїнів. Художній музей Далласа, прибл. 190 рік нашої ери

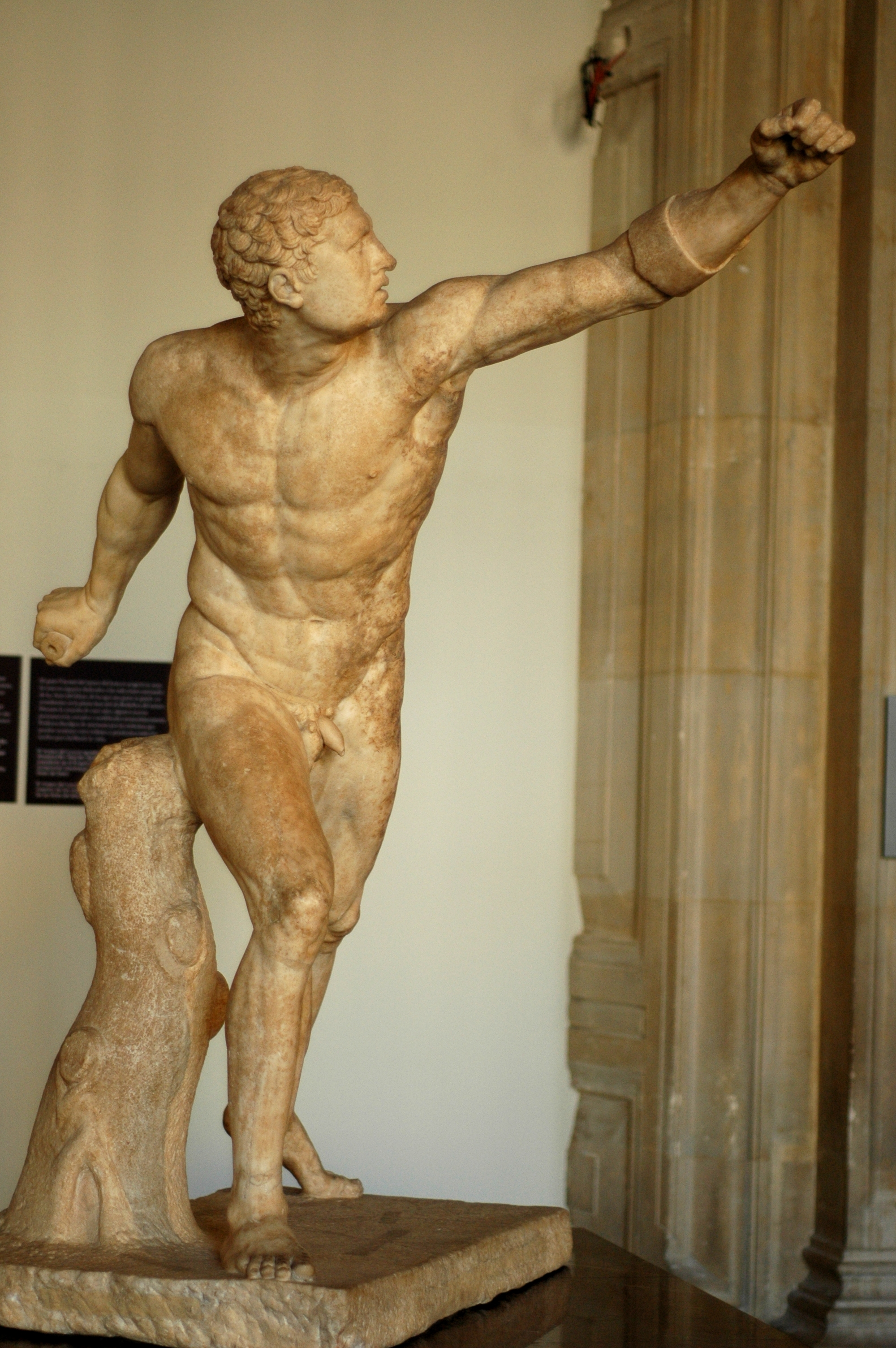
Гладіатор Боргезе, прибл. 100 рік до нашої ери, Лувр

- Верхова їзда, включаючи спеціальне відпрацювання технік підйому та висадки.[32][31]
- Полювання[32]
- Плавання

Силові та обважнювальні тренування
- Навчання зі зброєю, яка була вдвічі важчою за звичайну зброю, тому, коли звичайна зброя використовувалася в бою, вона була легшою та легшою для керування. Це також можна розглядати як форму контрастного навантаження.[31]
- Вправи бойової підготовки, що виконуються в бронетранспортері[32]
- Рубання дров[31]

Ігри та види спорту для фітнесу
- Боротьба[32][31]
- Пігмахія[33]
- Фехтування[31]
- Стрільба з лука
- Стропування[31]
- Метання дротиків[32]
- Ігри з м'ячем.

Trigon (перес. Трикутник), в якому гравці розташовувалися в трьох точках трикутника і кидали або били м'яч один одному.
Harpastum, ігровий процес не зовсім зрозумілий, але включає гравців, які передають один одному, намагаючись уникнути гравця суперника, який намагається перехопити м'яч. Це також включає в себе фінти, щоб обдурити опозицію, і ухилення від шляху. Неактивні гравці чекали, щоб приєднатися до гри, можливо, стоячи навколо в колі, щоб позначити ігрову зону. Гравець, який очікує, може бути допущений до гри активним гравцем.

### Середньовічна Європа
Балістична підготовка

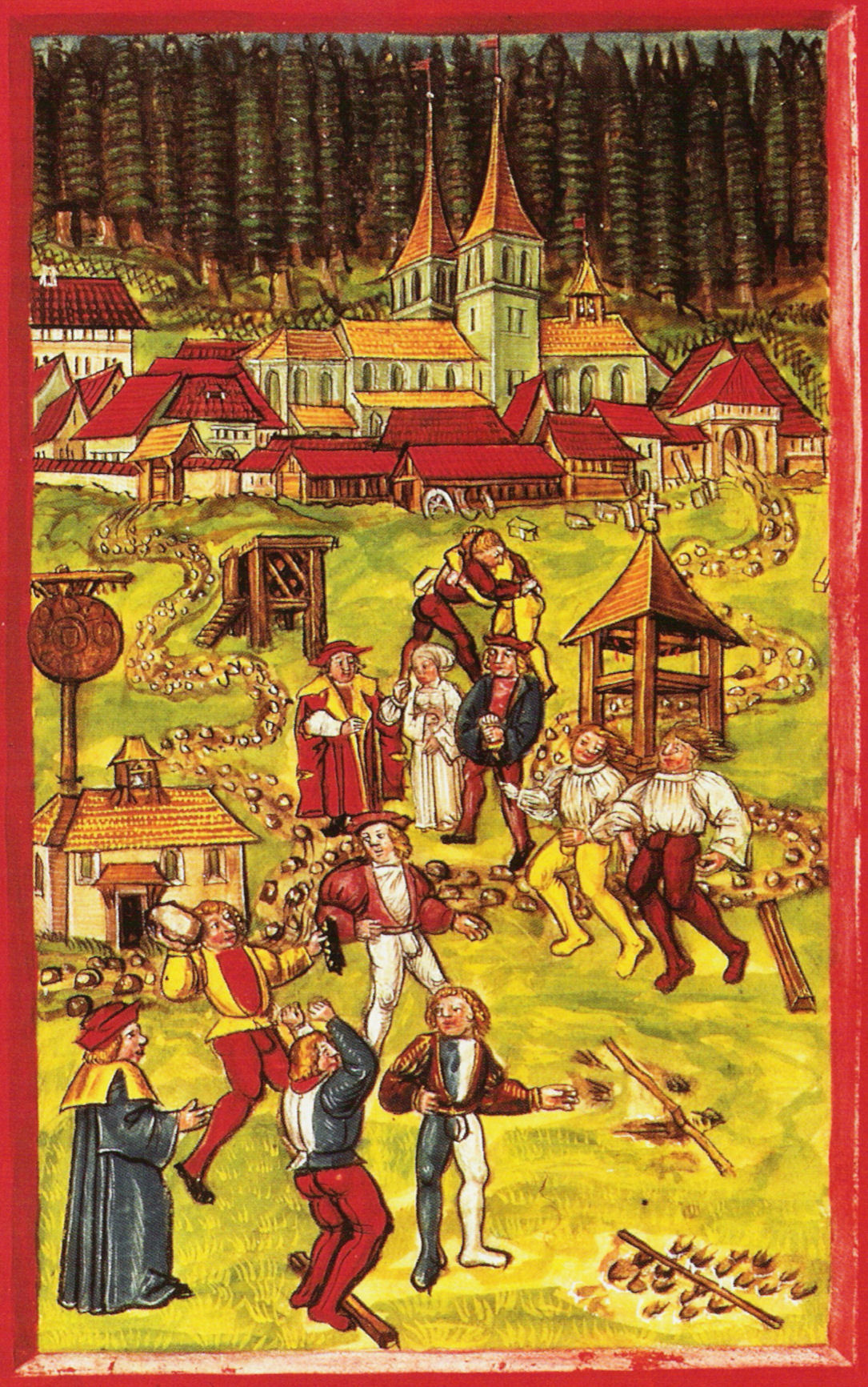
Навчання найманців Шиллінга (Швейцарія), включаючи метання каменів, боротьбу, стрибки, стрибки або пірнання. Люцернська хроніка, 1513.

- Кидання каменю. Кидок каменя з плеча однією рукою є однією з найбільш поширених вправ, зображених у середньовічному мистецтві. Той, хто кидає, тримає камінь над плечем і повертає тіло вбік у потрібному напрямку руху. Вони переміщують вагу свого тіла таким чином, що він переважно лежить на стопі, яка знаходиться на тій самій стороні, що й камінь. Потім вони кидають камінь якнайсильніше, що передбачає перенесення ваги тіла на іншу ногу. Кидання важких каменів також є вправою, лицарським заняттям, рекомендованим майстром фехтування Хансом Тальгоффером.[31]

Пліометрія
- Стрибки
- Стрибки вздовж (без мотузки)

Гімнастика
- Скелелазіння. Підйом усередину вузької вежі або між двома стінами, використовуючи тиск рук і ніг або інших частин тіла. Підйом по куту двох перпендикулярних стін із застосуванням тиску рук і ніг.[31]
- Підйом на нижню сторону драбини.
- Енергійно танцює, в тому числі в обладунках.
- Марш з носінням ваги, в тому числі в гору.
- Гімнастика, включаючи акробатику та акробатику. Лицарі виконували сальто в повному латному обладунку, але без шолома.
- Стрибки, особливо на або над конем чи дерев'яним конем.
- Тривалі марші з перенесенням ваги в гору.[31]
- Верхова їзда, включаючи відпрацювання поворотів на коні[31]
- Біг по стіні, тобто біг по стіні з захопленням верхнього краю. Подібно до того, що практикується в сучасному паркурі.
- Біг і стрибки.[31]
- Гімнастика, включаючи мости та стійки на руках.[31]
- Полювання

Силові та обважнювальні тренування
- Тренування з подвійною зброєю та більшою зброєю, наприклад великими мечами.[31]
- Штовхання важких каменів і пересування інших великих і важких предметів.[31]
- Підняття важких каменів над головою двома руками.

Ігри та види спорту для фітнесу
- Боротьба
- Фехтування. Бій на мечах з використанням важкої зброї, важкої броні та важких щитів.[31]
- Бійка персоналу
- Рицарські змагання та змагання в турнірах, які включали різні форми збройного бою.
- Перетягування каната
- Мобільний футбол, зокрема ірландський Caid, валлійський Cnapon і французький La Soule . Такі ігри можуть включати біг, стрибки, боротьбу та лазіння залежно від ігрової поверхні.[35]

### Відродження
Балістична підготовка

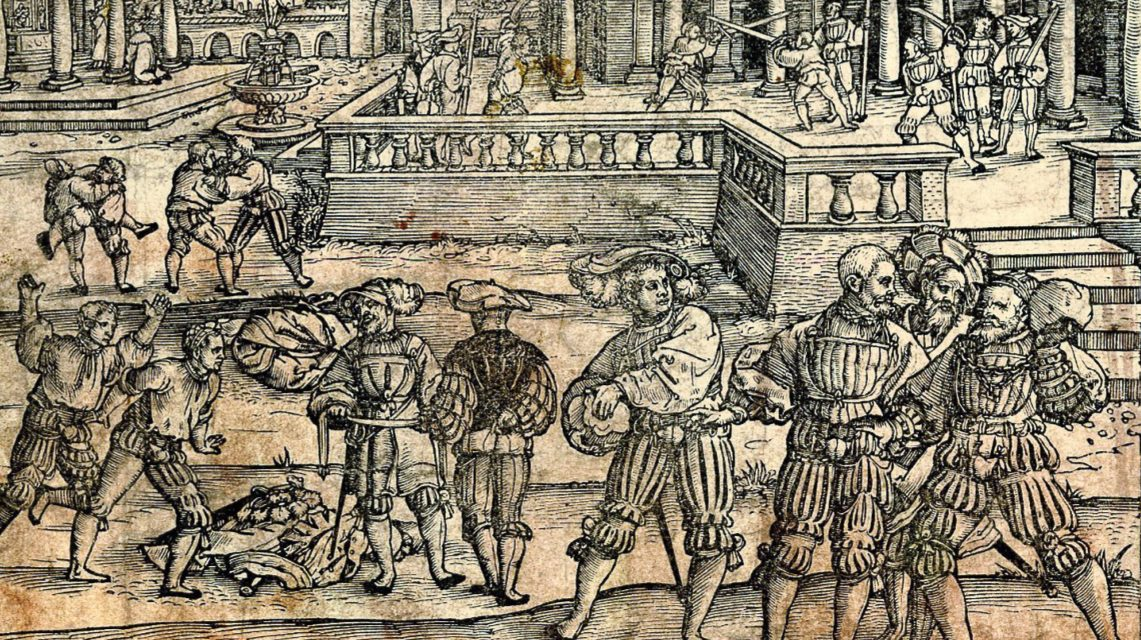
Сцена тренування, яка показує різні вправи, як-от боротьба, фехтування та метання каменю (стоун патинг). Себальд Бехам (1500—1550).

- Укладання каменю. Одна рука з плеча. Кидання важкого каміння.[31][36]
- Stangeschieben — це тримання конічної палиці за вузький кінець через плече та підкидання її так, щоб вона приземлилася товстим кінцем вперед.[36]
- Метання списа[31]

Пліометрія
- Стрибки, включаючи стрибки на коня або на стіл.[36]

Гімнастика
- Скелелазіння,[36] включно з підйомом на форти та лазінням по мотузках із використанням різної кількості мотузок і різних стилів лазіння.
- Біг, включаючи біг і стрибки[31]
- Гімнастика, включаючи бриджування, стійку на руках і акробатику.[31]
- стрибки[31]
- Плавання[31]
- Верхова їзда, в тому числі на далекі дистанції[31]

Кооперативна гімнастика
- Людина стоїть на міцній тарілці, яку потім піднімають інші люди.
- Людина сидить у кріслі, яке підключено до системи блоків. Потім людину піднімають вгору інші люди, які тягнуть вниз на шківах.

Силові та обважнювальні тренування
- Вправляння з важким озброєнням[31]
- Утримування та переміщення гантелей по корпусу з кроковими діями та поворотами тулуба. Подібна процедура зображена, коли спортсмен тримає велику квадратну тарілку.
- Підвішування гир на плечі.
- Підняття важких каменів, у тому числі піднімання однією рукою над головою.[36]
- Підняття тягарів, включаючи переміщення великих і важких предметів[31]

Ігри та види спорту для фітнесу
- Боротьба[31]
- Фехтування, включаючи боротьбу на великих мечах, мечах і щитах[31]
- Дресирування щуки[31]

### 1750—1950 рр
Балістична підготовка
- Метання списа[39]

Навчання пліометрії
- Бар'єрний біг[40]
- стрибки[40]

Гімнастика

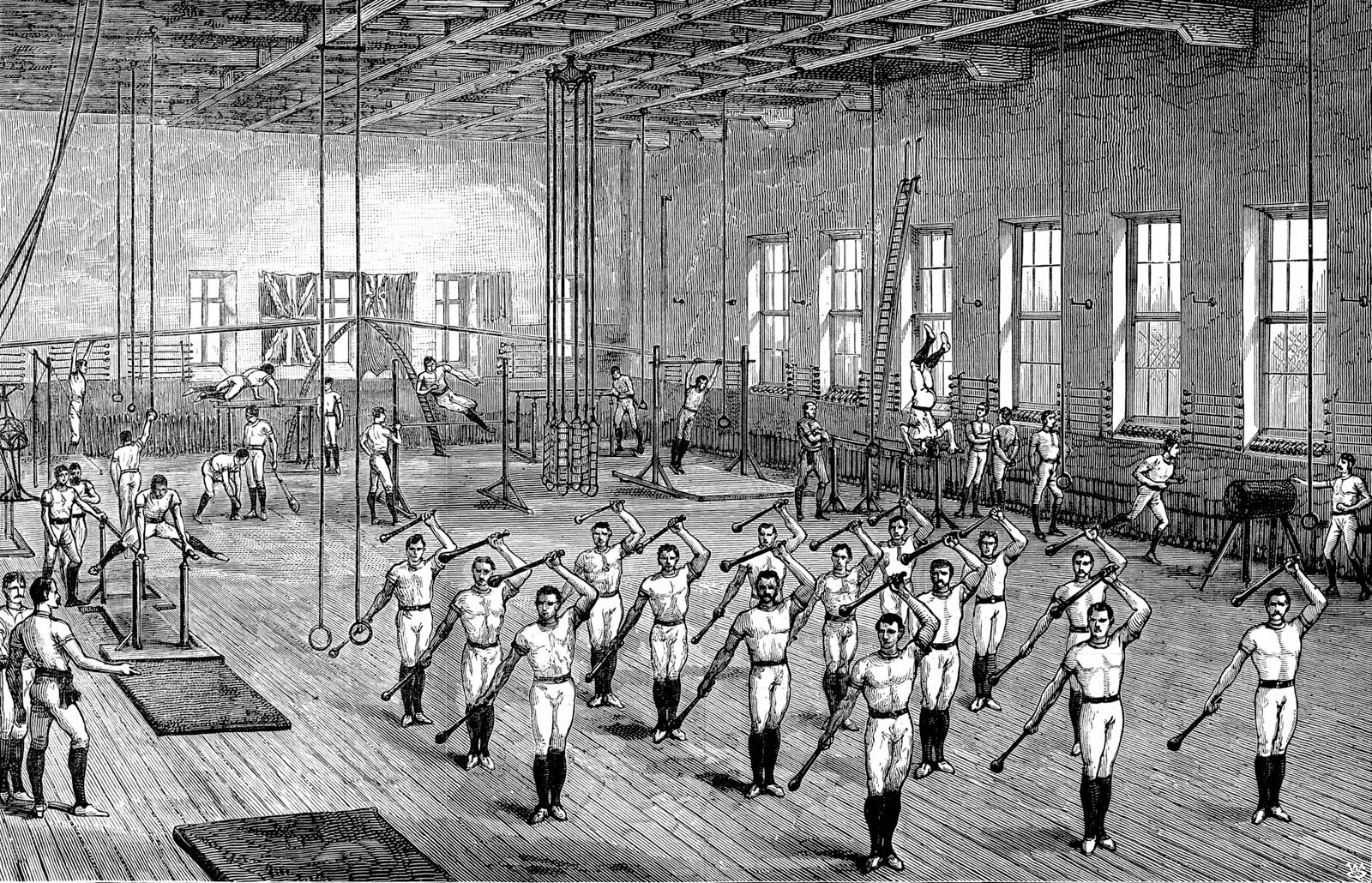
Ця гравюра на дереві показує гімнастику, манки та синхронне розмахування індійською булавою, які практикуються у великому тренажерному залі YMCA. Лондон, прибл. 1888.

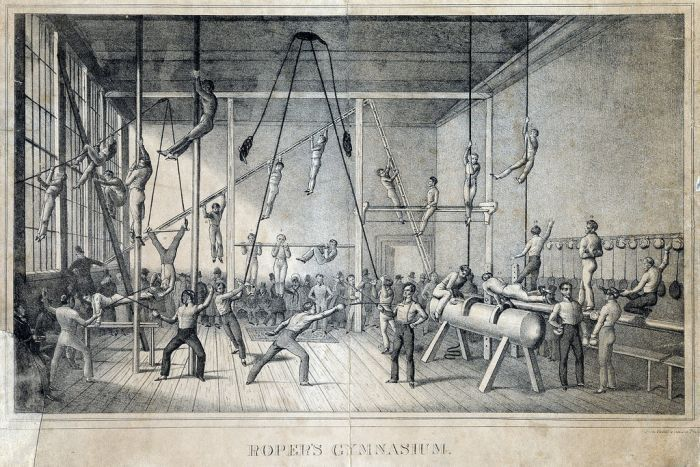
Гімнастика, скелелазіння, фехтування та бокс у комерційному тренажерному залі. Гімназія Ропера, Філадельфія, прибл. 1831.

- Скелелазіння. Лазіння по канату з використанням різних моделей мотузок і стилів лазіння. Підйом на стрімкий вертикальний стовп. Підйом по нижній частині драбини, використовуючи лише руки. Підйом по драбині з максимально зігнутими ногами.
- Ходьба і балансування по вузьких балках
- Спортивна гімнастика, в тому числі на брусах, на гімнастичному коні, на олімпійських кільцях
- Стрибки з жердиною
- Присідання з вагою тіла та присідання з вагою тіла на одній нозі (присідання з пістолетом)

Силові та обважнювальні тренування
- Тренажери
- Вільні ваги (гирі, гантелі, штанга)
- Кабельні вправи

Ігри та види спорту для фітнесу
- Боротьба
- Скелелазіння
- Фехтування
- Гімнастика[41]
- Крикет[40]
- Квотки[40]
- Теніс[42]
- Велоспорт[43]
- Бодібілдінг
- Олімпійська важка атлетика

## Загальні тренінги
Основний тренувальний центр, спільний для всіх історичних періодів, полягає в досягненні доброго загального здоров'я через фізичну форму. Найочевиднішою візуальною ознакою для людини, яка досягла цього, був вигляд «у формі». Іншими словами, м'язові пропорції тіла знаходяться в правильному співвідношенні одна з одною, має правильну поставу в цілому, і не містить занадто багато або занадто мало жиру.
Коли фізична підготовка використовувалася для підготовки до легкої атлетики чи війни, головна увага приділялася спритності, швидкості, вибуховій силі та витривалості. Було небагато спроб наслідувати витривалість і фізичну силу селянина чи робітника, оскільки сила, яку розвивали ці ролі, вважалася надто повільною та негнучкою для змагань, будь то в легкій атлетиці чи війні. З цієї причини вправи, які вимагали потужних, динамічних рухів, частіше рекомендувалися, ніж ті, які вимагали повільної сили, тобто балістичні тренування та пліометрія більше, ніж підняття важкої ваги.
Зображення атлетів і воїнів зазвичай мають дуже схожі пропорції тіла: велике розвинене тулуб, великі або дуже великі сідничні м'язи та статура, яка в цілому виглядає м'язистою, атлетичною та міцною. Спільність цієї форми тіла для людей протягом історії, які пройшли фізичну підготовку, означає, що це була конструкція, яка була результатом і взаємно підтримувала подальше досягнення тренувальних цілей спритності, швидкості, вибухової сили та витривалості.

Спортсмени, особливо в Греції та Римі, як правило, були товщі, ніж воїни, які були загалом худішими. Частково це було пов'язано з тим, що спортсмени могли покладатися на регулярне харчування та режим сну, а воїни повинні бути готові до того, що їх буде позбавлено. Таким чином, атлету було легше підтримувати більш м'язистий стан, тоді як для воїна, який брав участь у поході, це було непотрібним і важким завданням. Однак відносні пропорції статури були схожими, що свідчить про те, що існувала віра в оптимальні фізичні пропорції, які могли поставити когось у найкращу ситуацію для виконання різноманітних завдань. З цього приводу історик Е. Норман Гардіньє зазначає, що в той час як у Стародавній Греції існували варіації в статурі атлетів залежно від змагань, на яких вони спеціалізувалися, ці варіації були незначними, і існував універсальний стандарт розвитку, який був результатом універсальні форми спортивної підготовки. Далі він стверджує, що з цієї причини статуї атлетів будуть зроблені зі знаком події, на якій вони спеціалізуються, інакше було б надто важко відрізнити їх лише на основі їх фізичного розвитку. З подібних причин намагання досягти оптимальних пропорцій тіла для швидкого, спритного та потужного пересування люди протягом історії, які займалися фізичною підготовкою, як правило, мали подібні пропорції.

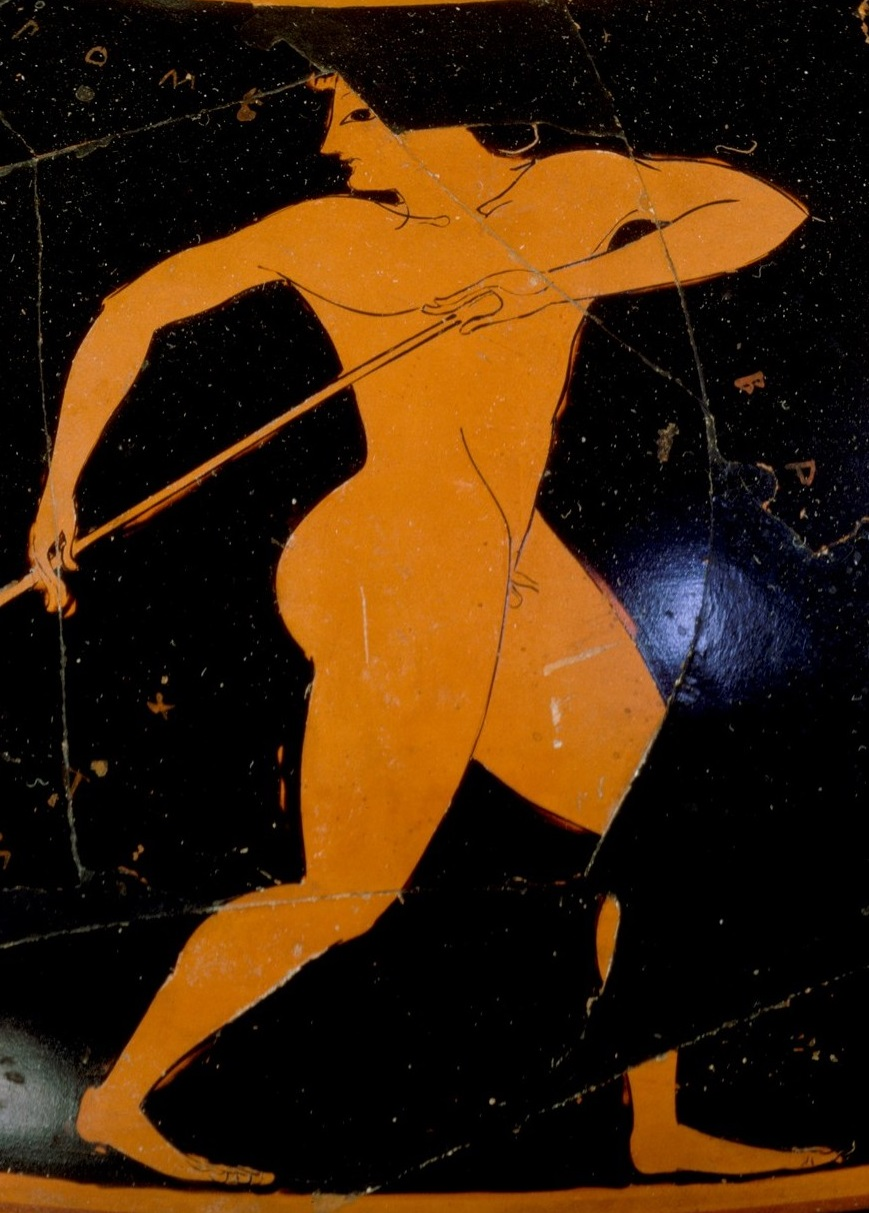
Давньогрецький метальник списа, зображений на вазі, прибл. 520 рік до нашої ери
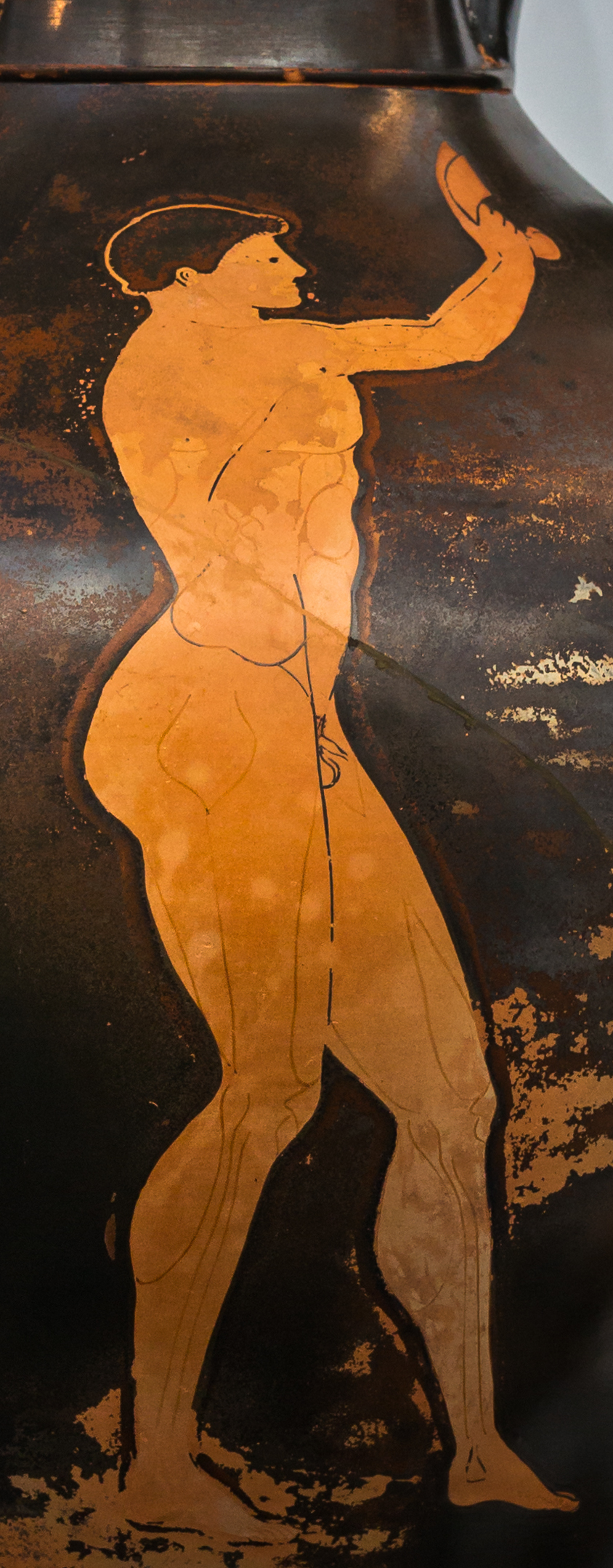
Стрибун у довжину тримає недоуздок і готується стрибнути Державне античне зібрання, прибл. 500–490 роки до нашої ери
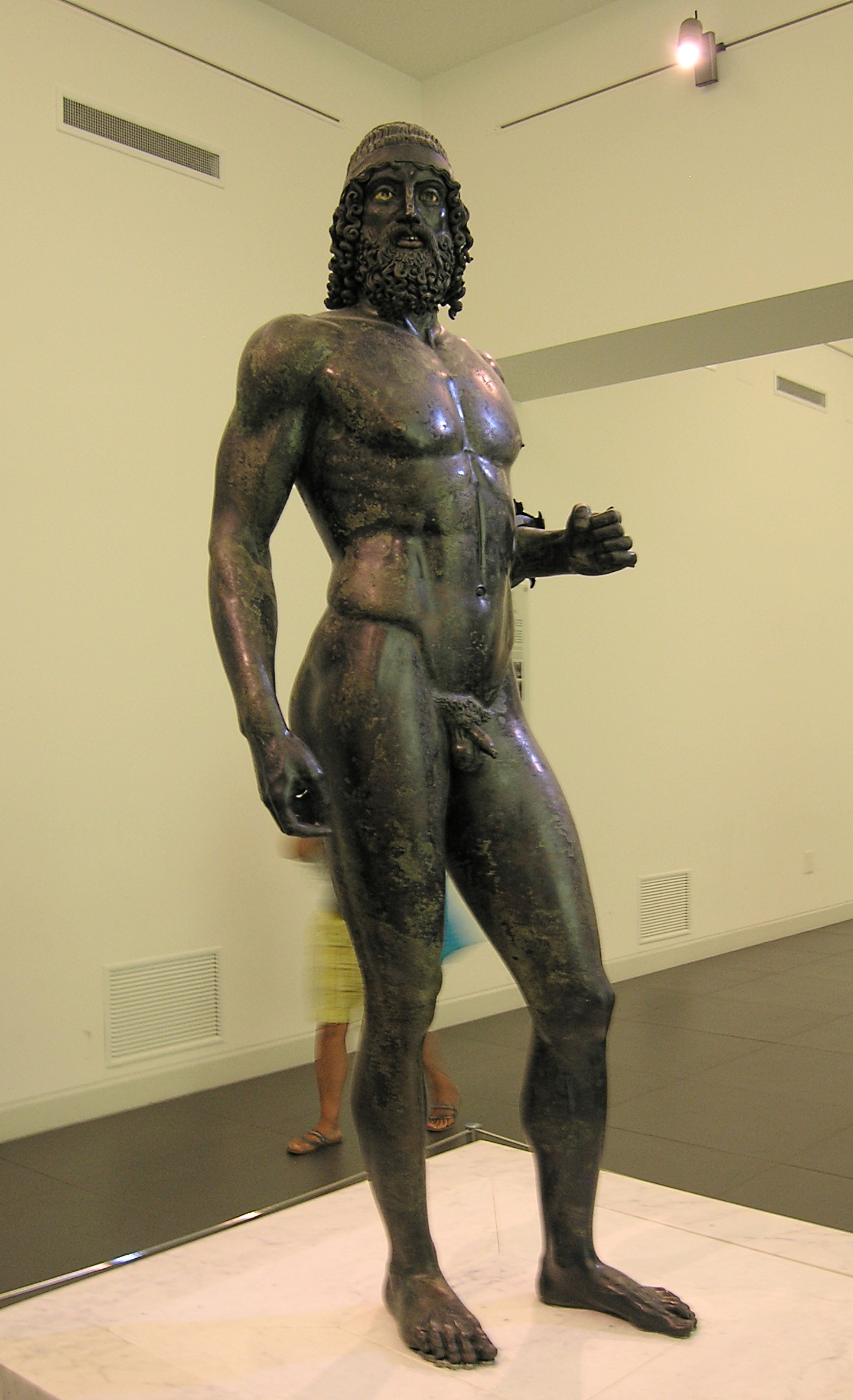
Давньогрецький воїн у бронзі. Бронзи Ріаче, Національний музей Великої Греції, прибл. 450 рік до нашої ери
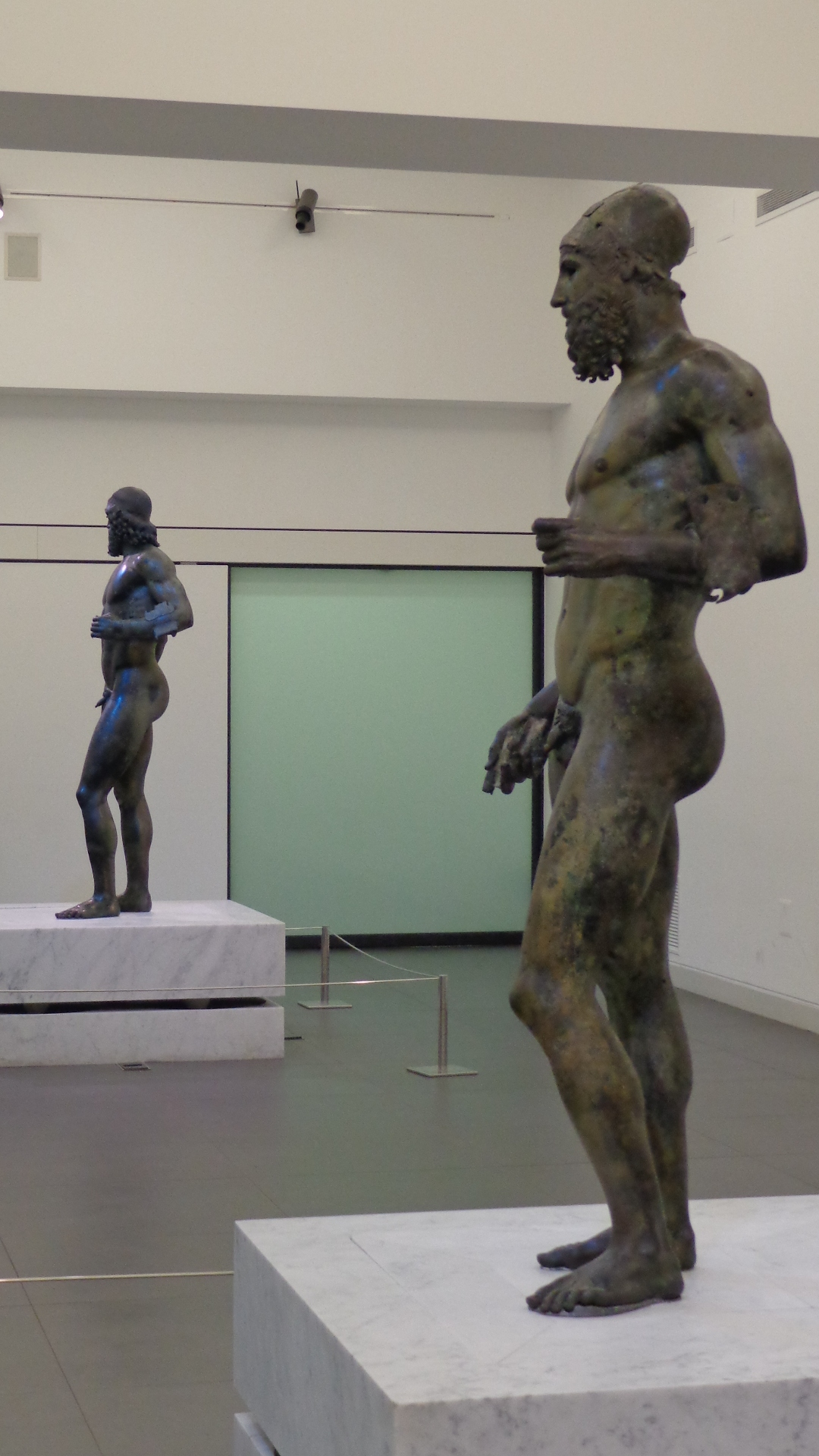
Бронзи Ріаче, Національний музей Великої Греції, прибл. 450 рік до нашої ери
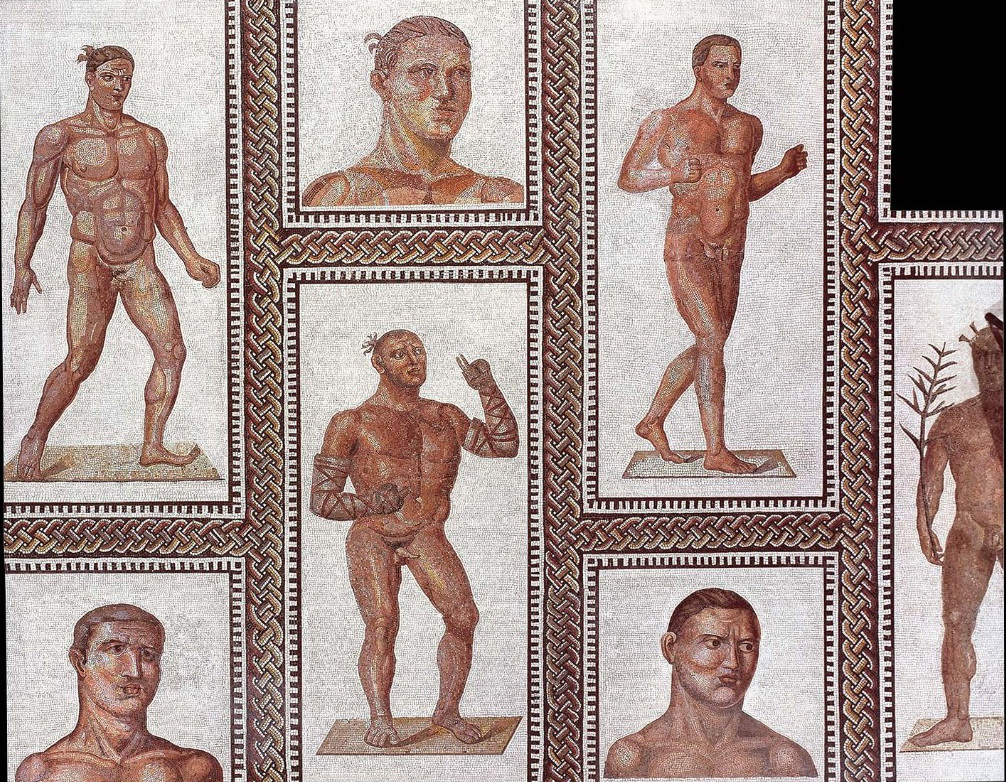
Мозаїка із зображенням римських атлетів із терм Каракалли, створена прибл. 216–235 роки нашої ери
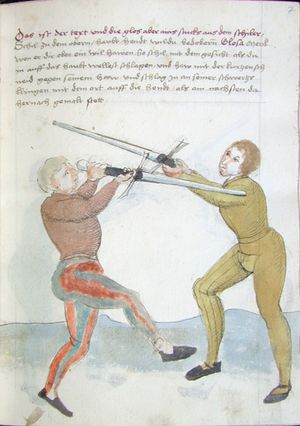
Інструкція з дворучного бою на мечах Зігмунда Рінгека, прибл. 15 століття нашої ери
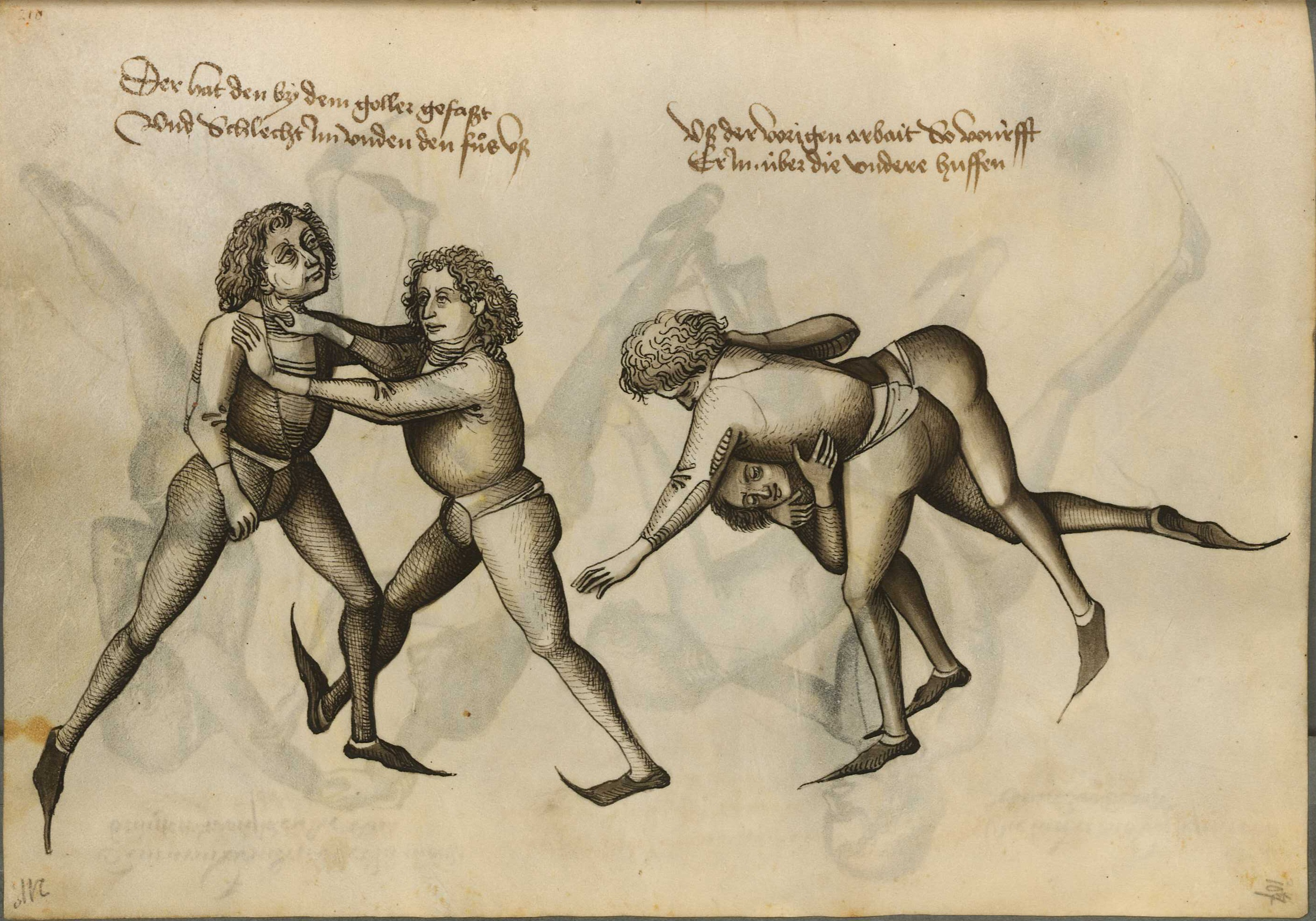
Боротьба в бойовій книзі Ганса Талхоффера

## Жіноча фізична підготовка
Жіноча фізична підготовка мала багато схожості з чоловічою, але була чітко пристосована до їхніх фізичних вимог. Загалом це означало, що він мав підвищений акцент на спритності та менший акцент на потужності та витривалості. Загалом, навчання було значно менш інтенсивним, ніж те, що проводили чоловіки. Це сталося через взаємопов'язані фізіологічні та культурні причини. Основні фізіологічні причини, через які жінки не повинні тренуватися, як чоловіки, були пов'язані з фертильністю. Хоча обговорення жіночої фізичної підготовки відносно мало в історичних джерелах, є дві причини, які переважають. Розглядаючи в контексті Франції 19-го століття, перший полягає в тому, що інтенсивні фізичні тренування не були сумісні з менструальним циклом жінки. Обидва разом можуть призвести до виснаження, особливо в підлітковому віці. З подібних причин він вважався несумісним з вагітністю та періодами грудного вигодовування. Друга причина полягає в тому, що інтенсивні фізичні тренування, як правило, включали або були підготовкою до прямих фізичних змагань, які передбачали різні удари та удари. Вважалося, що якщо жінку вдарити в область її матки, це може завдати довгострокової шкоди та негативно вплинути на фертильність. Хоча незрозуміло, якою мірою такі позиції застосовувалися до тренувань жінок протягом історії, зрозуміло, що інтенсивних і тривалих фізичних тренувань та повноконтактних ігор загалом уникали.
Більш поширені вправи, якими займалися жінки, включають біг (включаючи спринт), стрибки, штовхання легкого каміння або ядра, легкі вправи з гантелями, стрільбу з лука, фехтування, розмах індійськими булавами, плавання, ігри з м'ячем, ракетки та різні види гімнастики. Герейські ігри були жіночим еквівалентом стародавніх Олімпійських ігор і проходили перед змаганнями серед чоловіків. За словами історика Е. Нормана Гардіньє:
На фестивалі відбулися забіги дівчат різного віку. Їхня дистанція становила 500 футів, або на одну шосту менше, ніж на чоловічому стадіоні. Дівчата бігли з розпущеним по спині волоссям, у короткій туніці трохи нижче коліна, з оголеним до грудей правим плечем. Переможці отримали вінці з оливок і частину телиці, принесеної в жертву Гери. Вони також мали право встановлювати свої статуї в Герей.

Примітно, що історичні твори мистецтва, які зображують жінок, у середньому показують їх із значно меншими грудьми, ніж у сучасних жінок. Жінок-спортсменок і войовниць, як правило, зображують або без будь-якої форми підтримки грудей, або, рідше, з пов'язкою на грудях, як це показано на римській мозаїці «дівчата в бікіні».

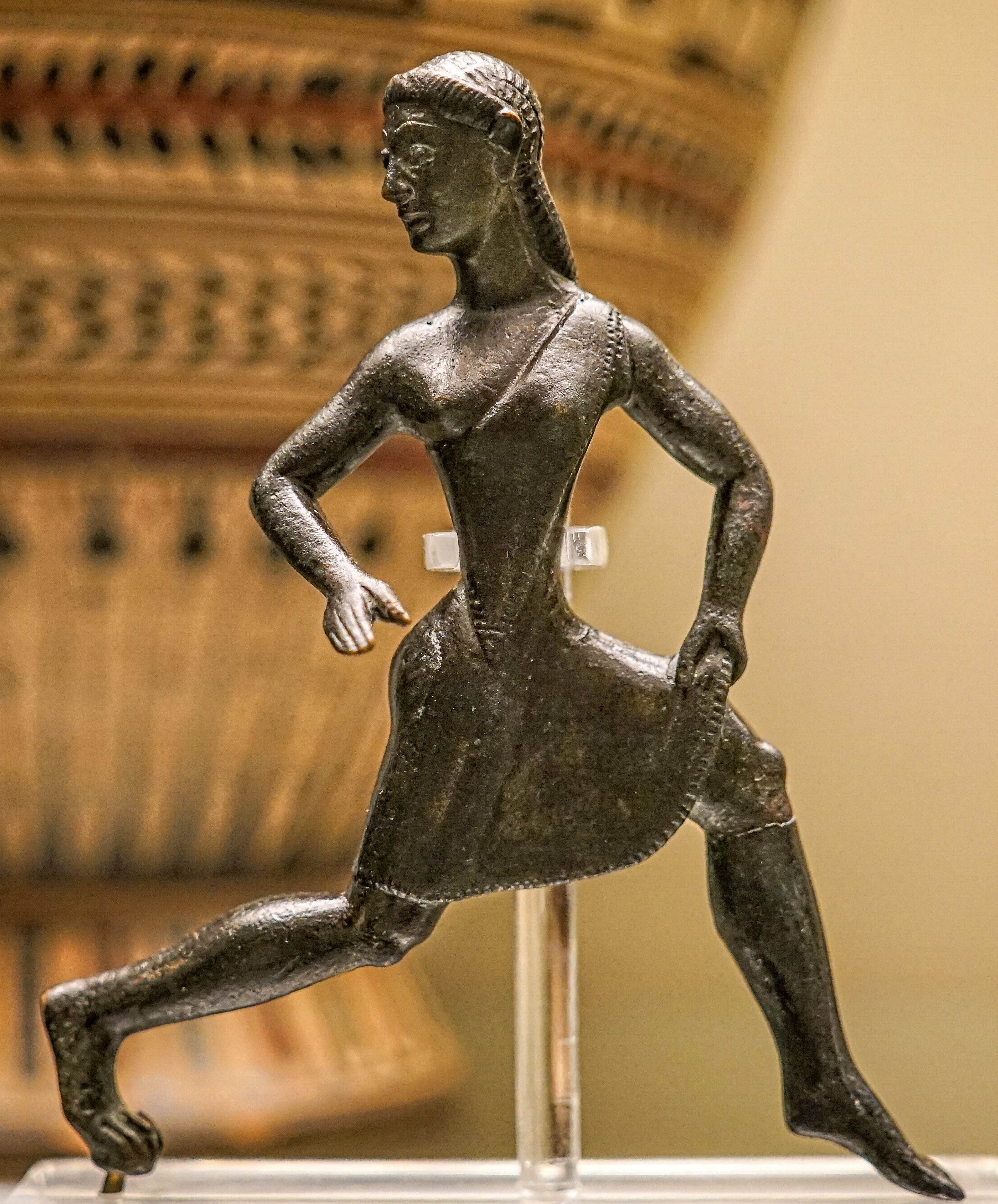
Бронзова фігура жінки, що біжить зі Спарти. Оголення однієї грудей було ознакою того, що жінка займається легкою атлетикою або війною. Британський музей, 520–500 рр. до н.
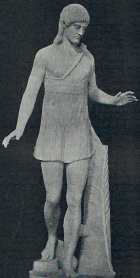
Переможниця Герейських ігор, зображена біля початку перегонів, V століття до н.
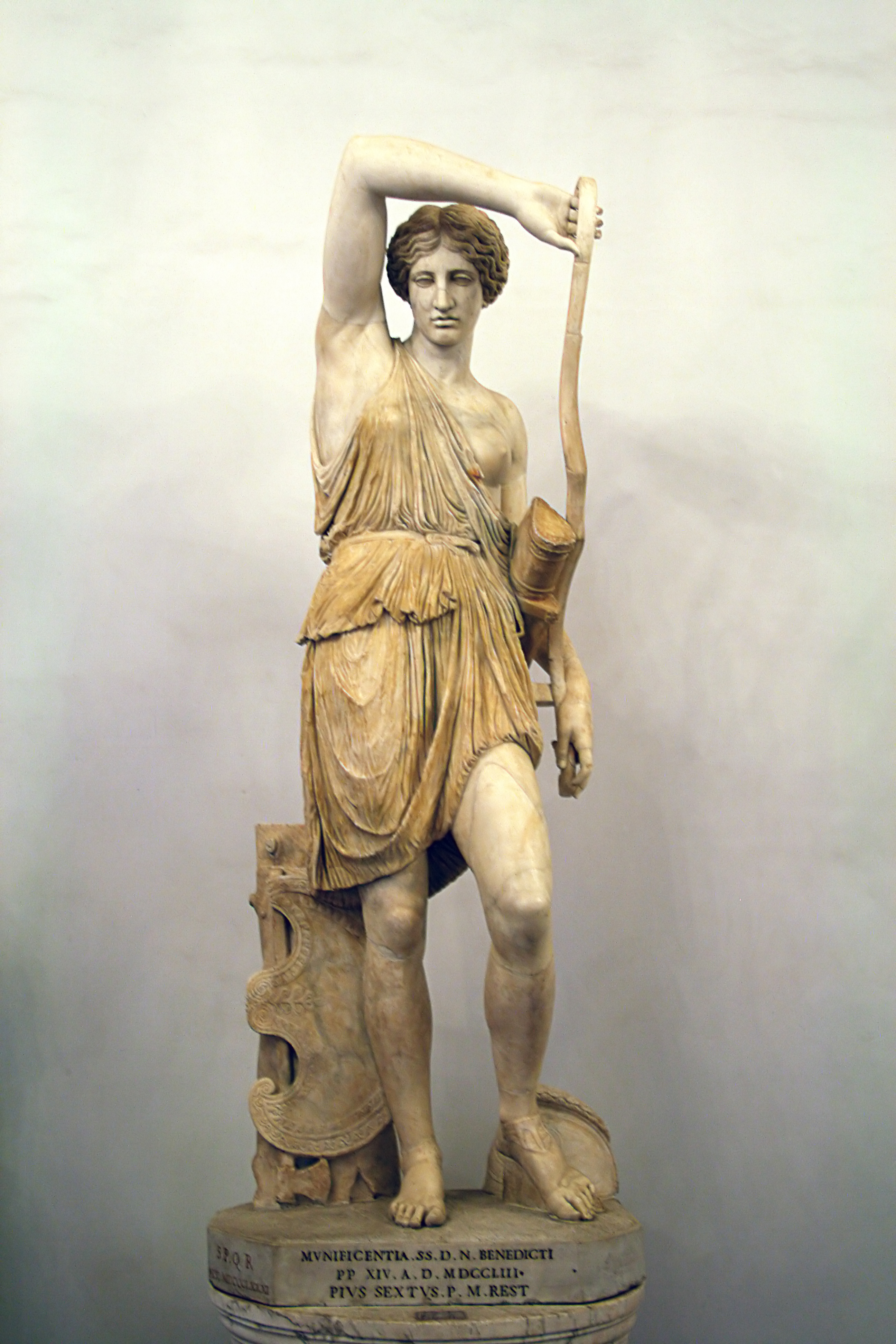
Статуя пораненої амазонки, яка була войовницею і любила стрільбу з лука. Капітолійський музей, 5 століття до нашої ери.
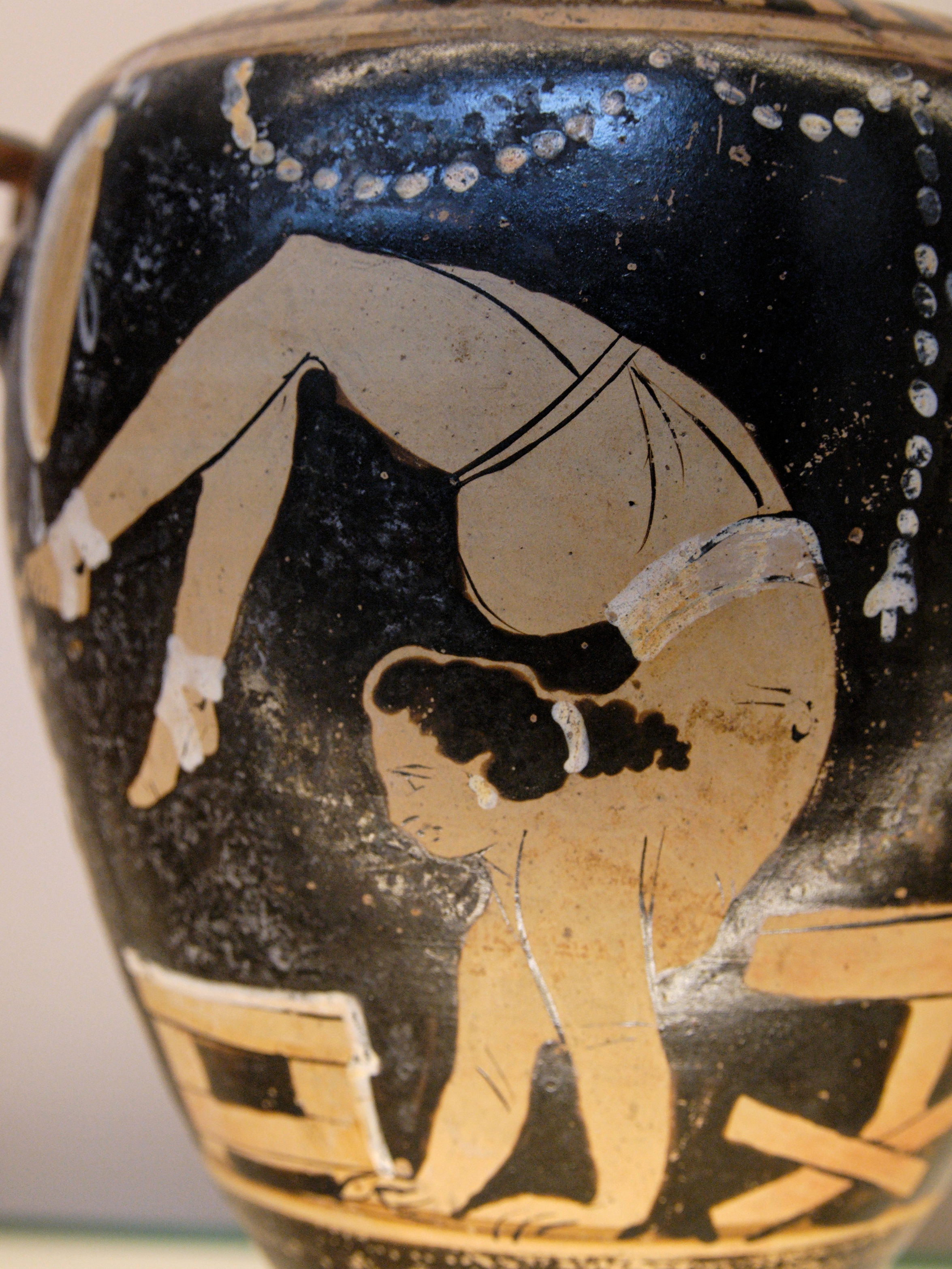
Акробат, зображений на кампанській (італійській) червонофігурній гідрії, прибл. 340–330 роки до нашої ери
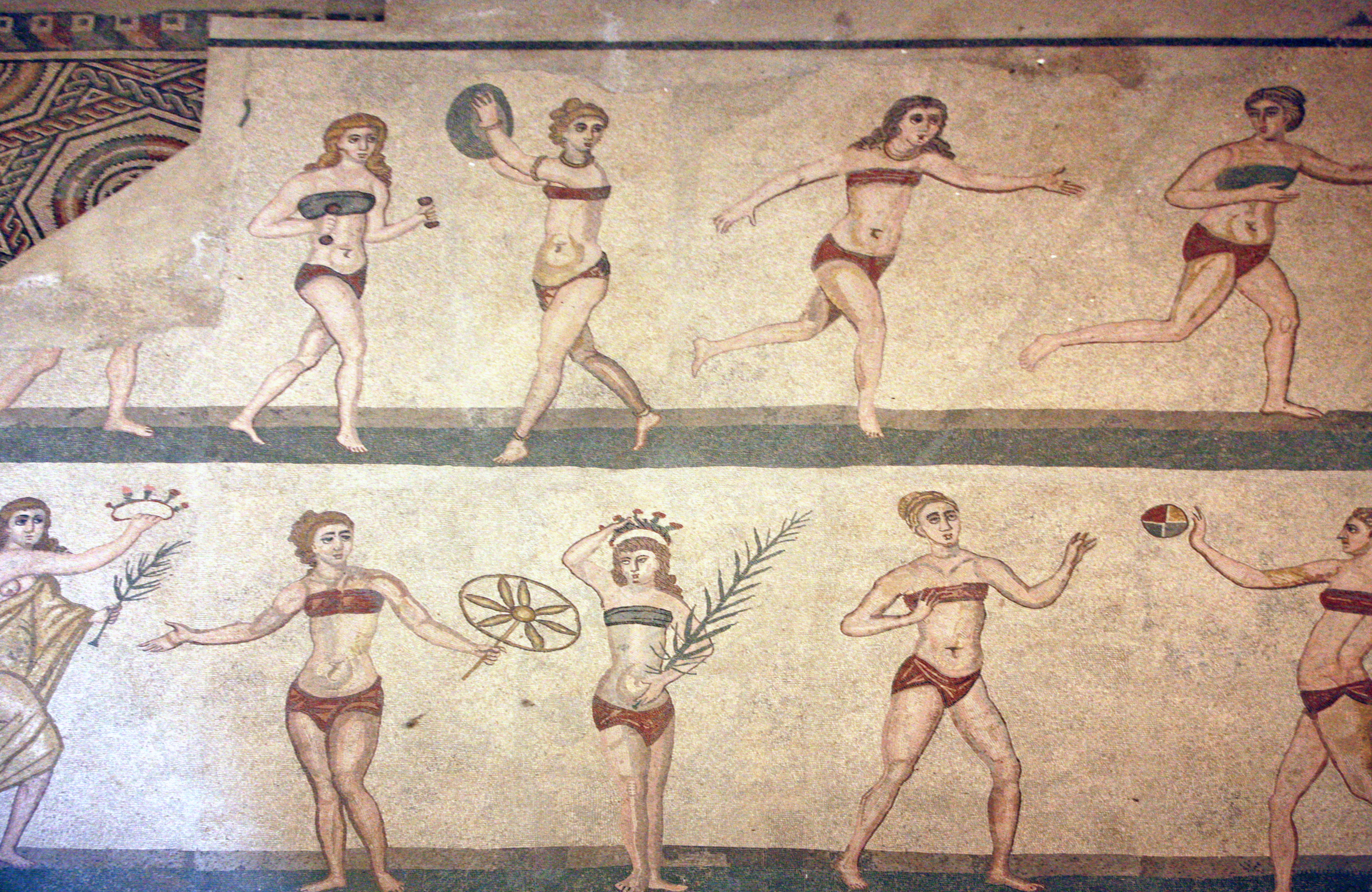
На цій мозаїці під назвою «Коронація переможця » на прізвисько « дівчата в бікіні » зображено римських жінок, які займаються такими видами спорту, як махання диском, удари м’ячем одна об одну та кроки з гантелями. Вілла Романа-дель-Казале, 4 століття нашої ери.
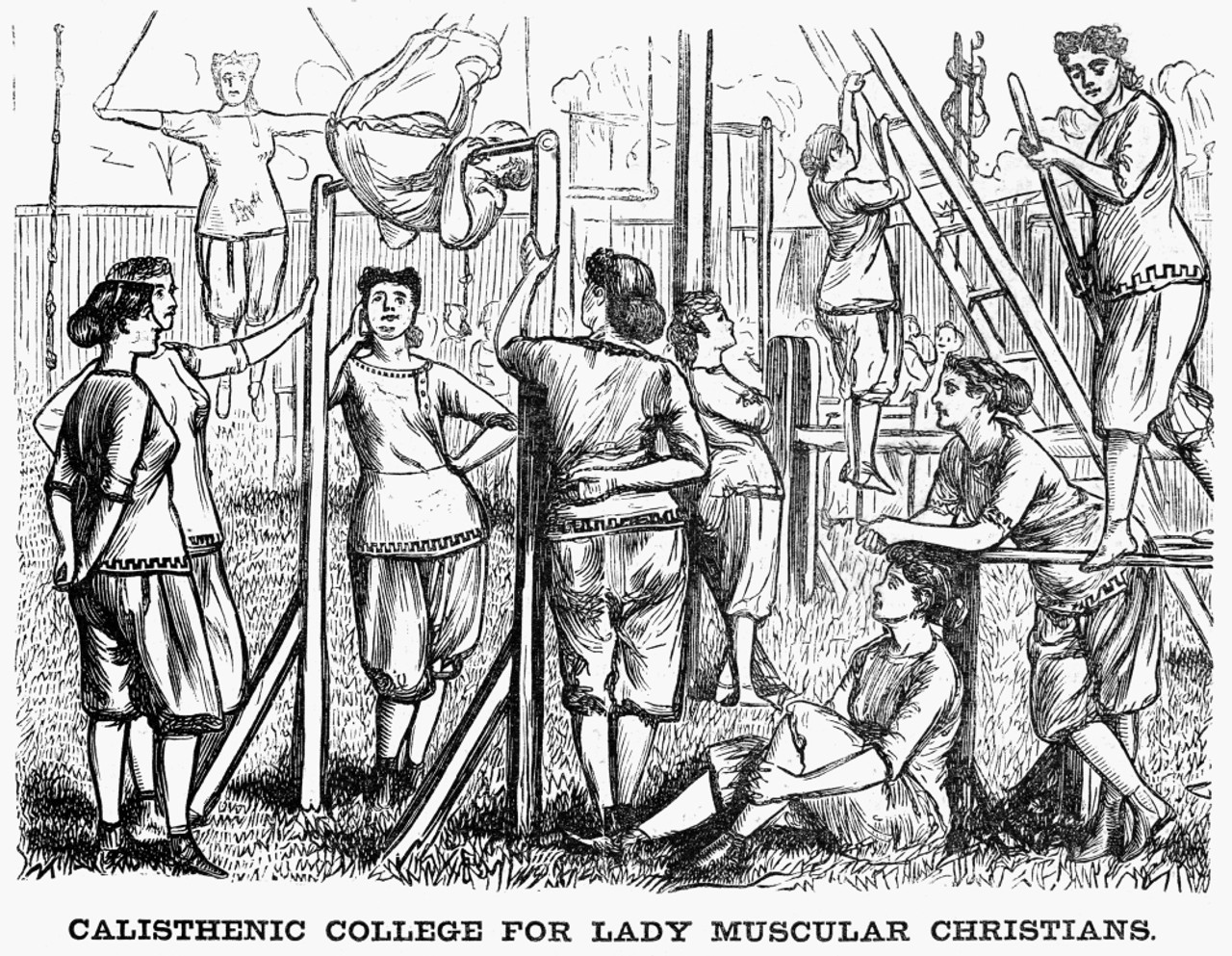
Гімнастика в тренажерному залі. Вправи включають олімпійські кільця, лазіння по нижній частині драбини, балансири та обертання навколо високого турніка. Колекція Грейнджер, 1867 рік.
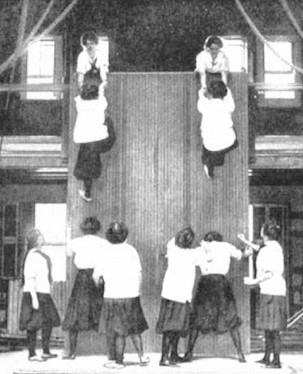
Учні разом піднімаються на високу стіну. Ця діяльність включає підняття когось, ходьбу по стіні та підтягування когось; прибл. 1900.